# Sécurité
Sécurité (произносится [секюрите́], [seɪkjʊərɨ'teɪ]; от фр. sécurité «безопасность») — международный морской радиосигнал безопасности. Он предшествует передаче важной информации по безопасности, когда прямая угроза передающему отсутствует. Сигнал передается трижды: «sécurité, sécurité, sécurité» для исключения возможности перепутать его с какой-нибудь похоже звучащей фразой. Обычно он используется береговыми радиостанциями перед передачей метеорологической и навигационной информации. Соответствует коду Морзе TTT (— — —).

## Использование
Сигнал Sécurité передается на аварийных частотах 2182 кГц и 156,8 МГц (16 канал на
морской радиостанции). Само сообщение после этого передаётся на рабочей частоте.
Хотя обычно сигнал передаётся береговыми станциями, его могут использовать и суда для передачи соответствующей информации, например, если крупное судно замечает отсутствующий в метеосводке шторм, который безвреден для него (в силу размера), но опасен для маленьких рыбацких лодок.

## Mayday, pan-pan, securite
Из трёх специальных сигналов Sécurité является наименее срочным, следуя за сигналом бедствия Mayday и сигналом срочности Pan-pan.

## Пример использования
Типичный формат сообщения:

Sécurité, sécurité, sécurité. All ships, all ships, all ships. This is [station identifier]. For a weather forecast and important navigational warnings for the [such-and-such] area, please tune to [frequency or channel number]. This is [station identifier] out.
 

Перевод:

Sécurité, sécurité, sécurité. Всем судам, всем судам, всем судам. Это [позывной станции]. Для получения прогноза погоды и важных навигационных предупреждений для [такой-то] области, пожалуйста, переключитесь на [частоту или номер канала]. [Позывной станции], конец.